# آرسین (شهر)
آرسین (به ترکی استانبولی: Arsin) شهری است در کشور ترکیه که در استان ترابزون واقع شده‌است. جمعیت این شهر بر اساس سرشماری سال ۲۰۰۸ میلادی ۱۰٬۷۱۵ نفر و بر اساس برآوردهای سال ۲۰۰۹ میلادی ۱۲٬۹۷۷ نفر می‌باشد.